# Carson Clark
Carson Clark (ur. 20 stycznia 1989 w Santa Barbara) – amerykański siatkarz grający na pozycji atakującego. Obecnie występuje w indyjskiej drużynie Black HawksHyderabad.

## Sukcesy klubowe
Mistrzostwa NCAA:
- 2009, 2012

Mistrzostwo Grecji:
- 2015

## Sukcesy reprezentacyjne
Mistrzostw Ameryki Północnej, Środkowej i Karaibów Juniorów:
- 2006

Puchar Panamerykański:
- 2010, 2012

Mistrzostwa Ameryki Północnej, Środkowej i Karaibów:
- 2013, 2017

Liga Światowa:
- 2014